# Blanc de Chine (porcelaine)
Pour les articles homonymes, voir Blanc de Chine.

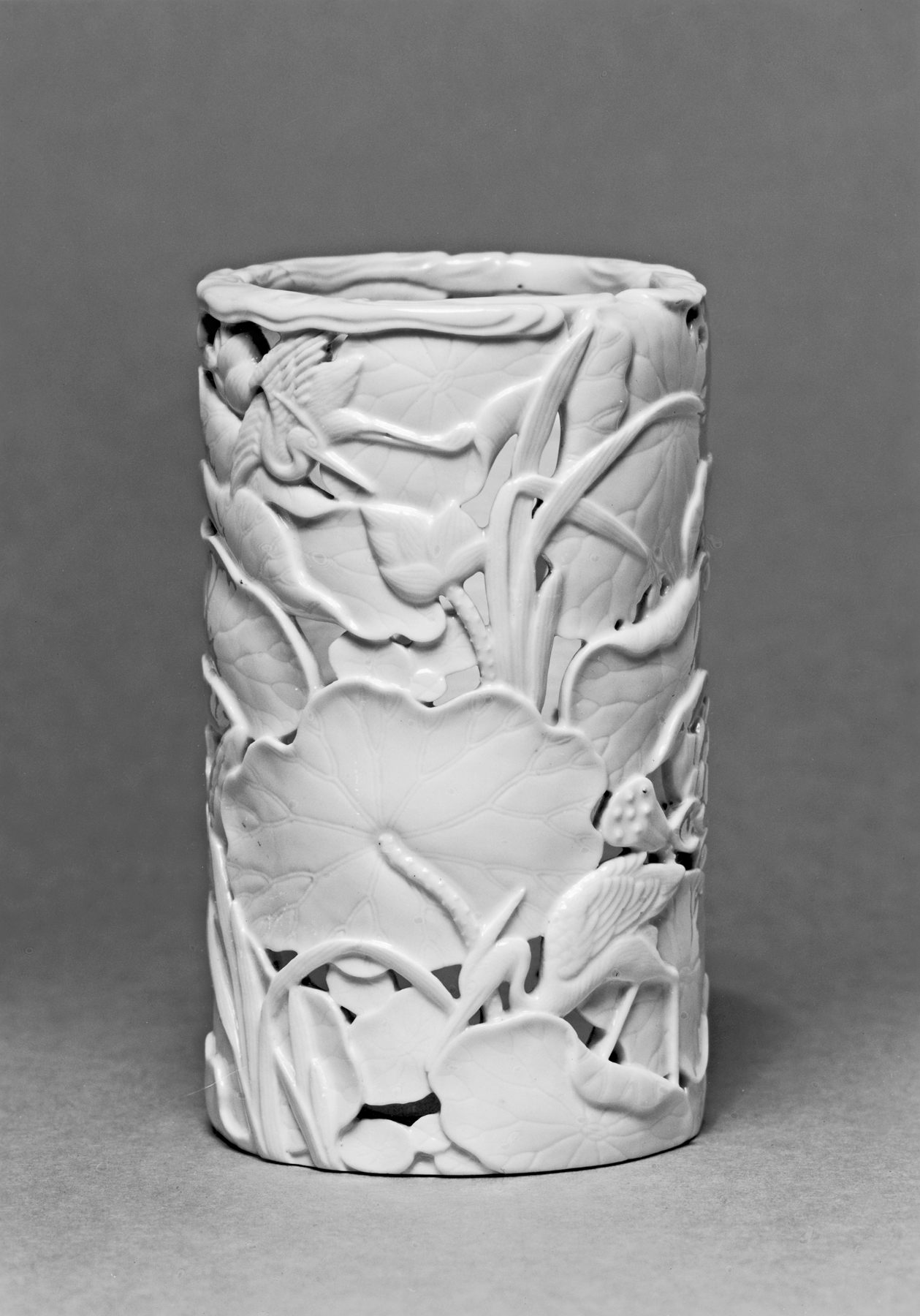
Porte-pinceau en porcelaine de Dehua, avec un motif de grues sculptées et de lotus travaillés dans la pâte. Fin 17e-18e siècle (dynastie Qing), 9,7 cm de hauteur

Le blanc de Chine, ou porcelaine de Dehua (chinois : 德化陶瓷 ; pinyin : Déhuà Táocí ; pe̍h-ōe-jī : Tek-hòe hûi) est un type de porcelaine blanche chinoise, fabriquée à Dehua dans la province du Fujian. Il est produit depuis la dynastie Ming (1368-1644) jusqu'à nos jours. De grandes quantités sont arrivées en Europe sous forme de porcelaine d'exportation chinoise au début du dix-huitième siècle et sont copiées notamment à Meissen. Il fut aussi exporté au Japon en grande quantité. En 2021, les fours de Dehua sont inscrits sur la Liste du patrimoine mondial de l'UNESCO avec de nombreux autres sites près de Quanzhou en raison de leur importance pour le commerce maritime médiéval et l'échange interculturel.

## Histoire
La zone située au long de la côte du Fujian constitue un des principaux centres d'exportation de céramique.  Plus de cent quatre-vingts sites de fours identifiés s'étendent dans cette aire de répartition historique de la période Song au vingt-et-unième siècle. Les deux principaux sites de fours étaient ceux de Qudougong (屈斗宫) et Wanpinglun (碗坪仑), ce dernier étant le plus ancien. Les fours de Dehua produisent aussi d'autres objets en céramique, dont certains à décor bleu sous glaçure.
À partir de la période Ming, des objets en porcelaine sont fabriqués, à partir d'une fusion de glaçure et de corps traditionnellement appelée «blanc d'ivoire» et «blanc de lait». La particularité de la porcelaine Dehua est la petite quantité d'oxyde de fer qu'elle contient, ce qui lui permet d'être cuite dans une atmosphère oxydante jusqu'à obtenir une couleur blanc chaud ou ivoire pâle. Cette couleur la rend immédiatement reconnaissable et assez différente de la porcelaine des fours impériaux de Jingdezhen, qui contient plus de fer et doit être cuite en réduction (atmosphère avec du monoxyde de carbone). 
Le corps en porcelaine non cuite, malgré sont manque de flexibilité, permet de fabriquer des objets. Donnelly répertorie les types de produits suivants : figurines, boîtes, vases et pots, tasses et bols, poissons, lampes, porte-gobelets, encensoirs et pots de fleurs, animaux, porte-balais, vin et théières, figurines bouddhistes et taoïstes, figurines et marionnettes profanes. Beaucoup de figures sont produites, surtout des images religieuses comme Guanyin, Maitreya, Luohan et Ta-mo. Guanyin, déesse de la miséricorde, est souvent représenté du fait de son adoration. Donnelly écrit que ce sont ces figures qui font la gloire du blanc de Chine. Certaines furent produits à partir de la fin du XVIe ou du début du XVIIe siècle. Les figurines modelées  avec une glaçure blanche et lisse étaient populaires, tout comme les porte-bâtonnets d'encens, les pots à pinceaux, les chiens de Fo, les coupes à libation et les boîtes.
Les objets de dévotion fabriqués à Dehua (brûleurs d'encens, chandeliers, vases à fleurs et statuettes de saints) « étaient conformes aux prescriptions officielles du début de la période Ming, non seulement dans leur blancheur mais aussi en imitant la forme des objets rituels archaïques »  . On les utilisait probablement dans les sanctuaires domestiques présents dans chaque foyer chinois. Cependant, un érudit confucéen , WenZhenheng (1585-1645), interdit l'utilisation des articles Dehua à des fins religieuse . 
Les usines de porcelaine de Dehua fabriquent, pendant l'époque contemporaine, des figurines et de la vaisselle dans des styles modernes. Pendant la Révolution culturelle, les artisans Dehua produisent des figures de Mao Zedong et des héros de la révolution.  Les personnages de Mao Zedong tombent en disgrâce, excepté pour les collectionneurs étrangers.  
La datation précise des blancs de Chine des dynasties Ming et Qing (1644-1911) est souvent difficile : le conservatisme des potiers Dehua les conduit à produire des pièces similaires pendant plusieurs  décennies voire plusieurs siècles. Les figurines contemporaines de Guanyin et Maitreya diffèrent peu de celles fabriquées sous la dynastie Ming. 
Des artistes de blanc de Chine, comme He Chaozong (fin de la dynastie Ming) signent leurs créations de leurs sceaux. Les articles comprennent des figurines, des tasses, des bols et des porte-bâtons d'encens.

## Au Japon

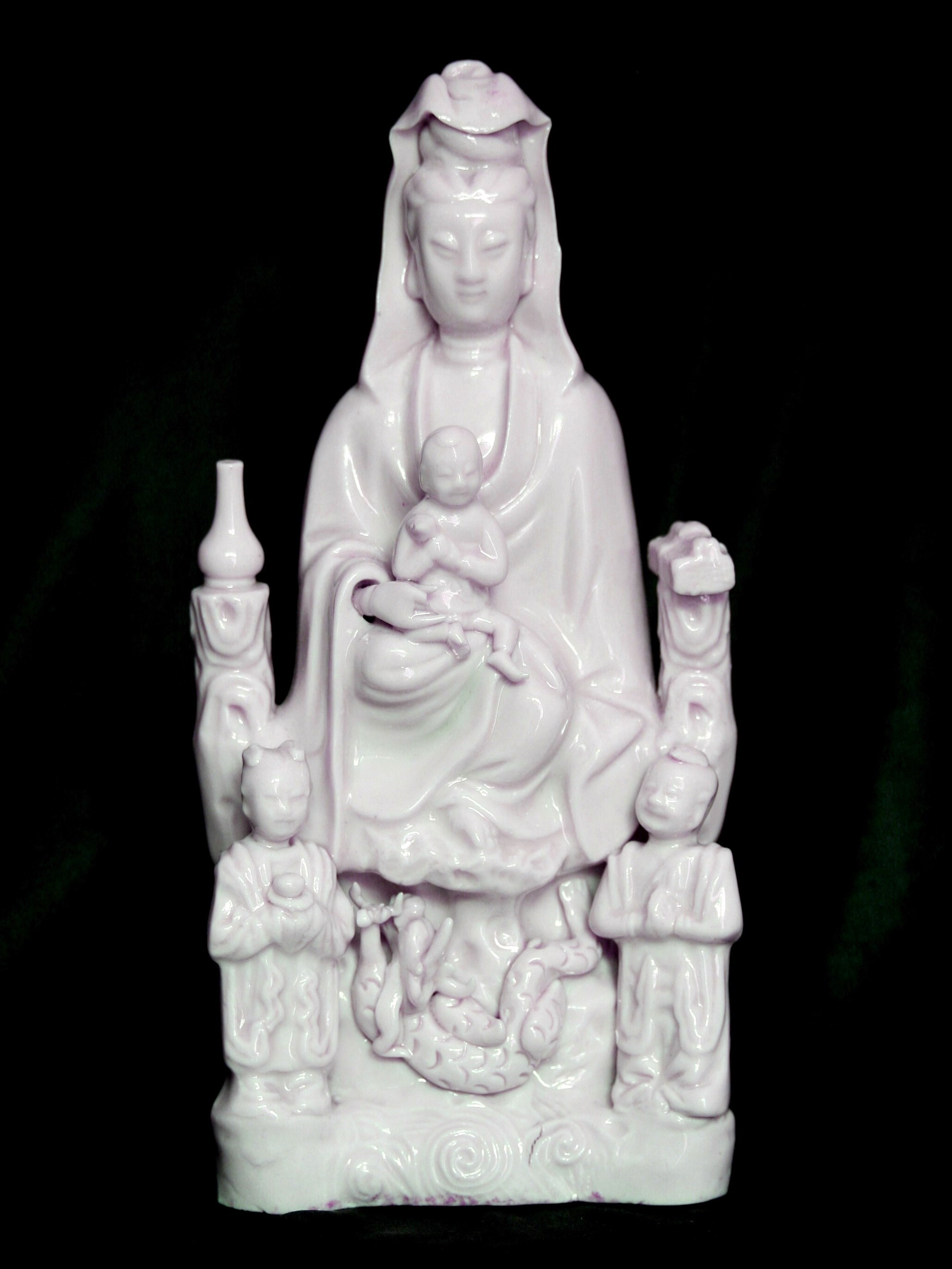
Statue de Kannon (nom japonais de Guanyin)

Au Japon, la variété blanche est nommée hakuji, hakugorai ou « blanc coréen », terme souvent trouvé dans les cercles de la cérémonie du thé. Le British Museum de Londres possède un grand nombre de pièces en blanc de Chine, ayant reçu l'intégralité de la collection de PJDonnelly en cadeau en 1980. 

## Galerie

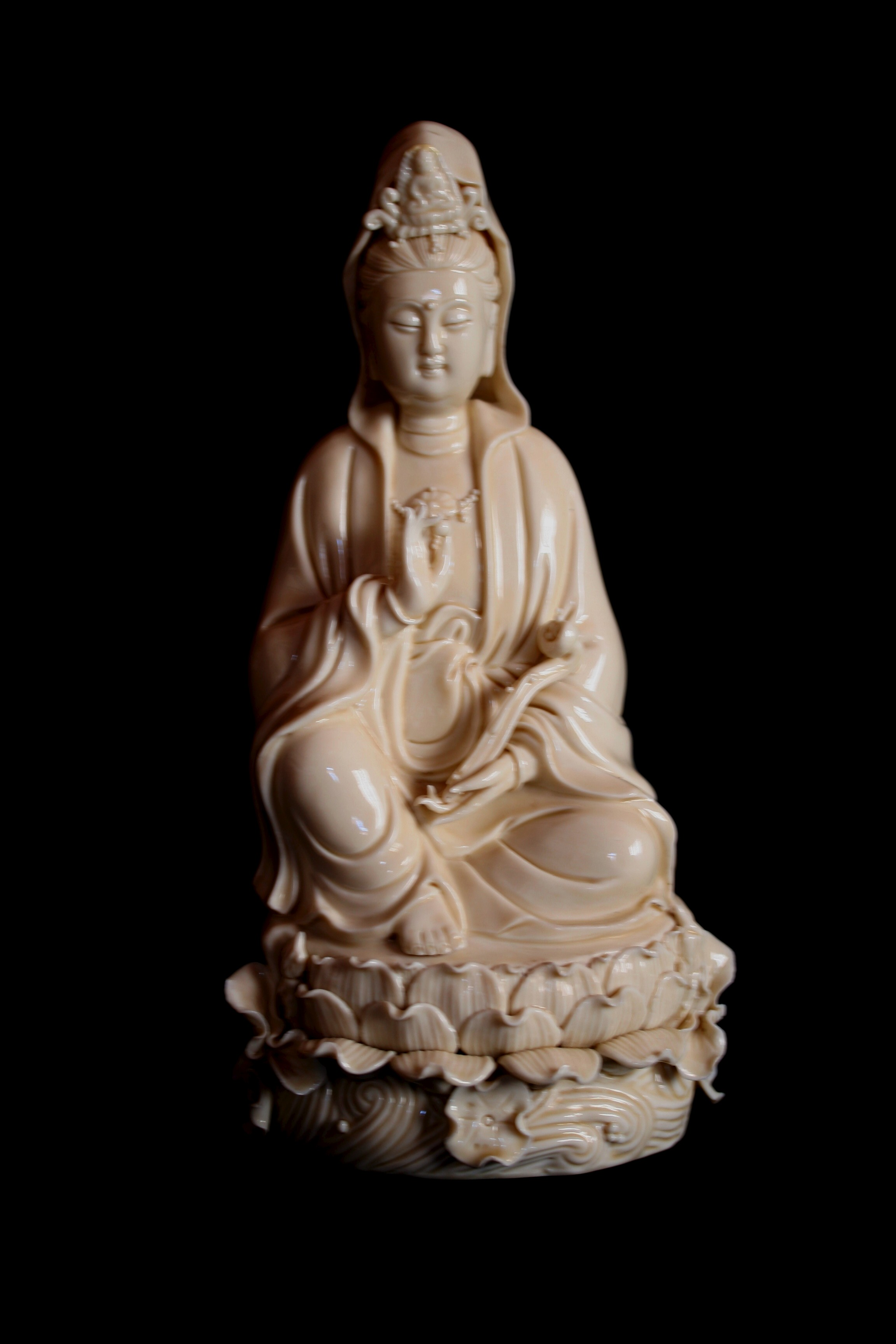
Bodhisattva Guanyin réalisé par He Chaozong, un célèbre artiste du XVIIe siècle de la dynastie Ming qui fabriqua principalement des statues bouddhistes en porcelaine blanche dans la tradition des fours Dehua dans la province du Fujian.
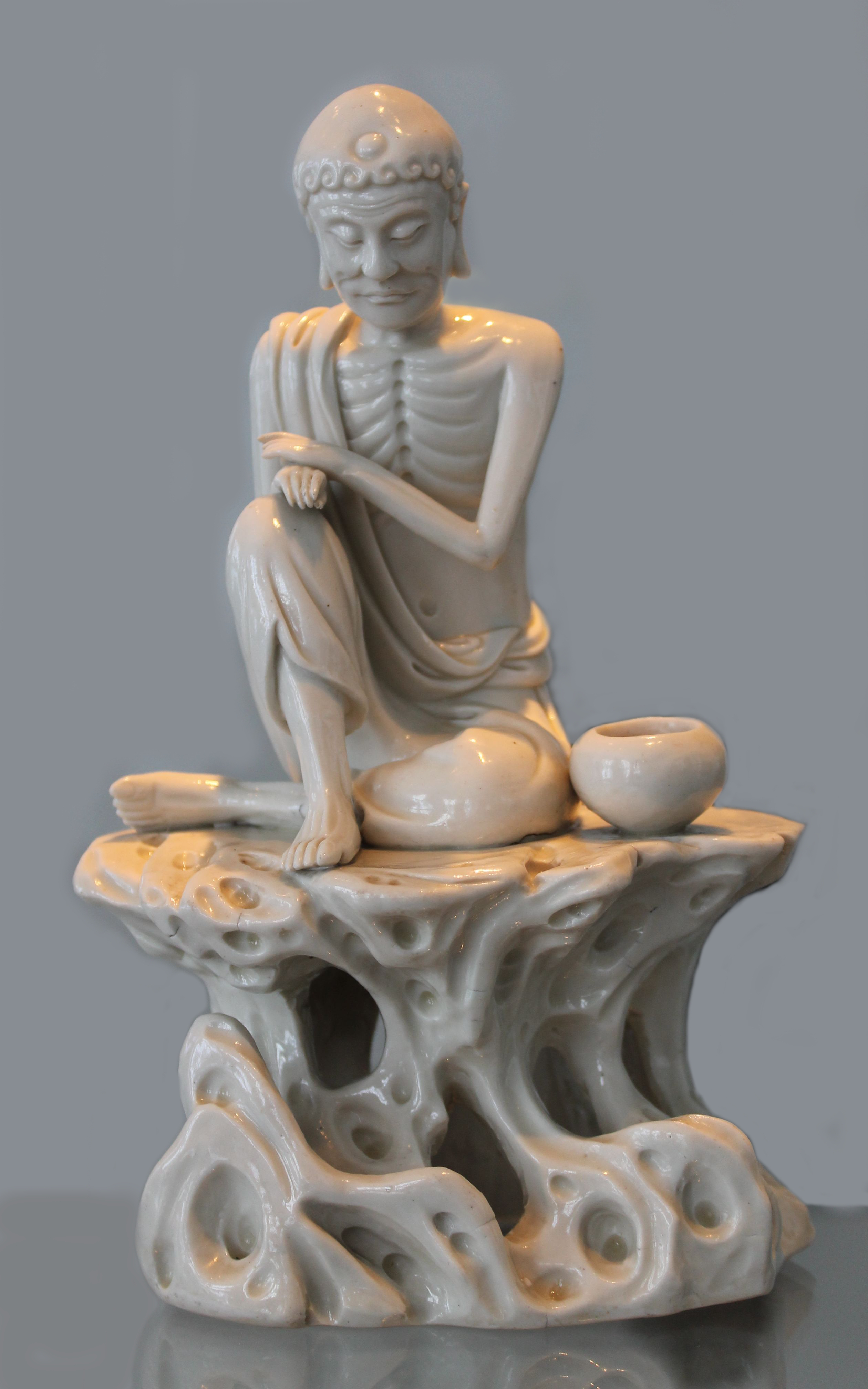
Bouddha ascétique de la fin de la dynastie Ming
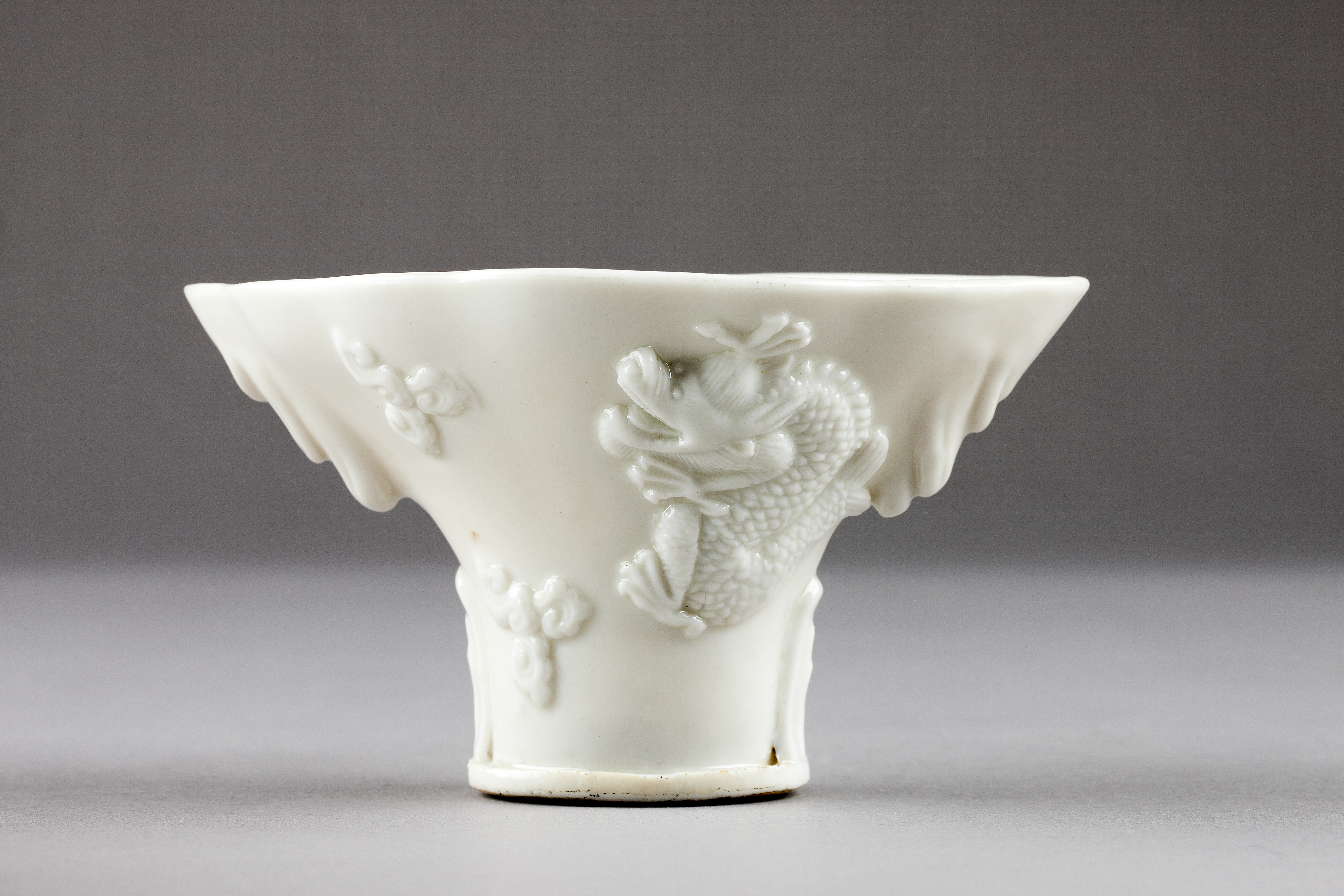
Une tasse décorée de la fin de la dynastie Ming
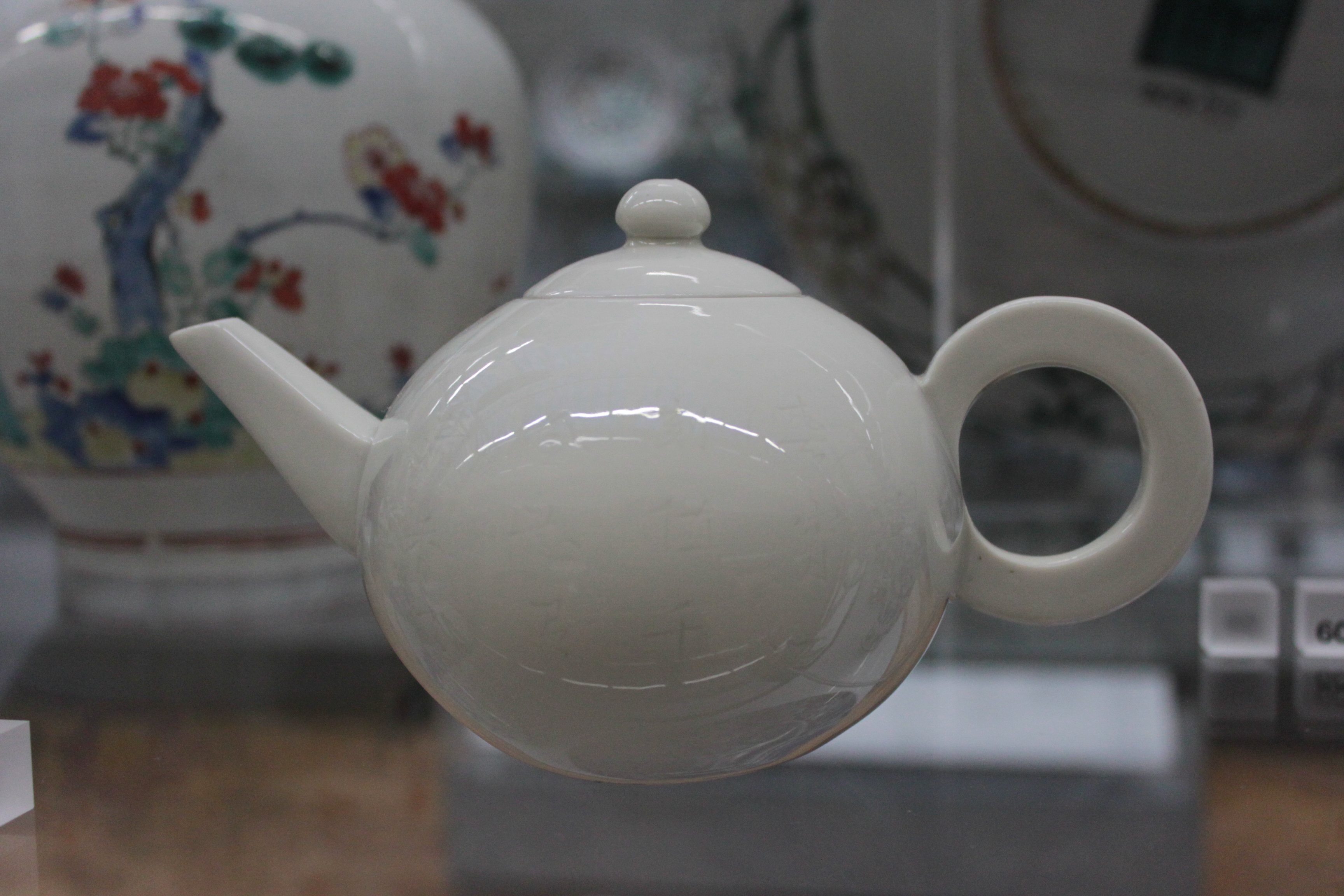
Une théière blanche de Dehua, ca. 1690-1720. Le socle est inscrit au nom de l' empereur Xuande, qui régna de 1426 à 1435, plus de 250 ans avant la fabrication de la théière. L'utilisation de marques de règne antérieures a une longue histoire en Chine, au grand dam des chercheurs modernes, et était destinée à indiquer le respect plutôt que de tromper. La conception géométrique audacieux de la théière anticipe les formes du modernisme européen de plus de deux siècles.
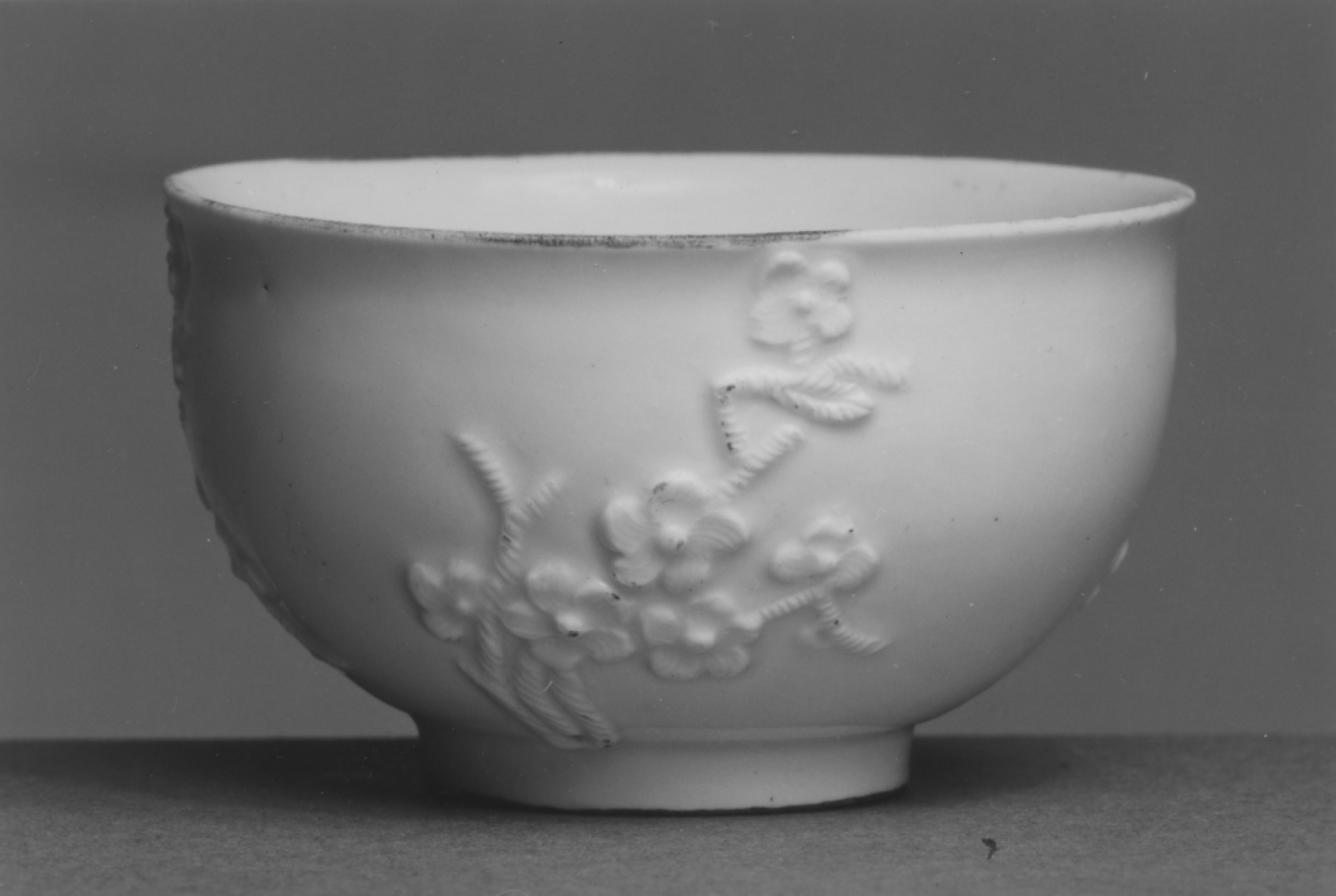
Une tasse fabriquée à la manufacture de porcelaine de Meissen, Allemagne, ca. 1725-1730. Bien que connue de longue date en Chine, la technique de fabrication de la porcelaine véritable ou à pâte dure n'a été redécouverte en Europe qu'au cours des expériences de JF Böttger à Meissen au début du XVIIIe siècle. Cette petite tasse en porcelaine à décor appliqué de prunus ou de fleurs de prunier reflète l'influence d'un prototype de porcelaine chinoise "Blanc de Chine".
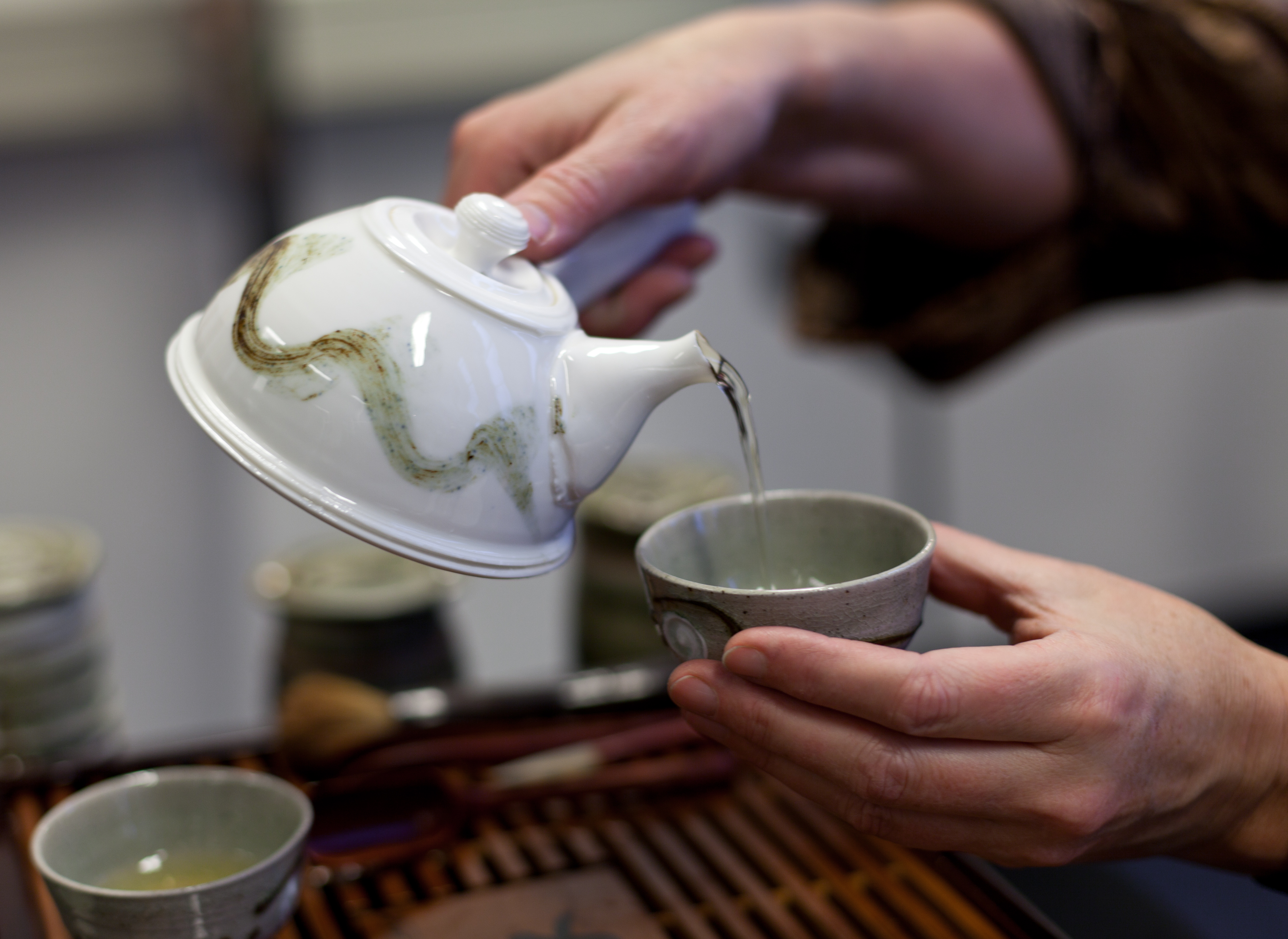
Un design moderne de théière Blanc de Chine